# Renán Vega Cantor
Renán Vega Cantor (Bogotá, 1958) es un historiador y docente colombiano.

## Biografía
Es licenciado en Educación en Ciencias Sociales de la Universidad Distrital, Economista de la Universidad Nacional de Colombia, Magíster en Historia de la Universidad Nacional de Colombia y Doctor de la Universidad de París VIII. También es diplomado en Historia de América Latina por la Universidad de París I. Fue miembro de la Comisión Histórica del Conflicto y sus víctimas por parte de la Mesa de Conversaciones de La Habana y fue profesor de la Universidad Pedagógica Nacional.
La República Bolivariana de Venezuela le entregó el Premio Libertador al Pensamiento Crítico en el 2007 por su obra Un mundo incierto, un mundo para aprender y enseñar. Fue jurado del Premio Casa de Las Américas en 2013. Dirige la revista CEPA (Centro Estratégico de Pensamiento Alternativo fundada por Orlando Fals Borda). Es integrante del Consejo Asesor de la Revista Herramienta, en la que ha publicado varios de sus trabajos.

## Obras
- Marx y el siglo XXI (2 volúmenes)(1999). Editorial Pensamiento Crítico, Bogotá.ISBN 9589307132, 9789589307137
- El Caos Planetario.(1999) Ediciones Herramienta, Bogotá.
- Gente muy Rebelde (4 volúmenes).(2002). Editorial Pensamiento Crítico, Bogotá,
- Un mundo incierto, un mundo para aprender y enseñar (2007) Editorial Universidad Pedagógica Nacional,Bogotá.
- La universidad de la ignorancia(2015). Ocean Sur, Bogotá.ISBN 9781925019971
- Injerencia de los Estados Unidos, contrainsurgencia y terrorismo de estado (2016).Ocean Sur, Bogotá.ISBN 9781925317060
- Colombia el macabro reino de la simulación (2018) Teoría y Praxis, Bogotá.
- El captitaloceno. (2019). Teoría y Praxis, Bogotá. ISBN 9789585656512
- Los economistas neoliberales: nuevos criminales de guerra. (2005). Caracas, Venezuela: Centro Bolivariano. ISBN 9789588546186-3785